# Gaga: Five Foot Two
Gaga: Five Foot Two este un film documentar din anul 2017 despre cantautoarea americană Lady Gaga. Documentarul prezintă evenimente din perioada în care Gaga își lansa cel de-al cincilea ei album de studio, Joanne, precum și pregătirile dinaintea interpretării din pauza meciului de fotbal Super Bowl LI . Filmul a fost regizat de artistul și documentaristul Chris Moukarbel și a avut premiera la ediția din 2017 a Festivalului Internațional de Film de la Toronto. Lansarea pe plan mondial a avut loc pe serviciul de streaming Netflix, la 22 septembrie 2017. A fost, de asemenea, difuzat înaintea fiecărui spectacol din Europa din cadrul turneului Joanne World Tour al solistei.

## Sinopsis
Potrivit Netflix, Gaga: Five Foot Two este realizat în stil cinéma vérité, oferindu-le spectatorilor „un acces nefiltrat din culisele” unui an din viața lui Gaga, înfățișând producția și lansarea celui de-al cincilea ei album de studio, Joanne. Pe parcursul documentarului sunt prezentate numeroase evenimente precum experiențele cu anturajul ei, interacțiunea cu fanii, precum și lupta cu durerile cronice, cauzate de apariția bolli fibromialgie. Filmul oferă, de asemenea, o privire amănunțită în ceea ce privește crearea și executarea spectacolului din pauza meciului de fotbal Super Bowl LI, interpretare ce a obținut laude pe scară largă din partea criticilor de specialitate. În plus, documentarul acoperă o varietate de alte subiecte, precum viața personală, filmarea serialului  American Horror Story: Roanoke în care Gaga joacă rolul personajului Scáthach, și o discuție despre conflictul cu artista Madonna, printre altele.

## Distribuție
- Lady Gaga
- Angelina Calderone Germanotta, bunică
- Cynthia Germanotta, mamă
- Joe Germanotta, tată
- Natali Germanotta, soră
- Sonja Durham, membră a Haus of Gaga și prietenă
- Bobby Campbell, manager
- Tony Bennett, muzician
- Brian Newman, muzician
- Florence Welch, muzician
- BloodPop, producător
- Mark Ronson, producător
- Richy Jackson, coregraf
- Frederic Aspiras, hairstylist
- Ruth Hogben, regizor
- Donatella Versace, creatoare de modă

## Recepția criticilor
Gaga: Five Foot Two a primit, în general, recenzii pozitive din partea criticilor de specialitate. Pe platforma de recenzii Rotten Tomatoes, documentarul deține o rată de aprobare de 74%, pe baza a 34 de recenzii, cu un rating mediu de 6.4/10. Consensul website-ului a fost: „Gaga: Five Foot Two oferă o privire cu coada ochiului din viața cântăreței, una totuși slăbită de un obiectiv incoerent și anumite înregistrări lipsă”. Pe website-ul Metacritic, filmul a obținut un scor de 63 din 100, bazat pe 15 critici, indicând „recenzii general favorabile”.
Într-o recenzie pentru revista Variety, criticul de film Owen Gleiberman a spus că „Gaga radiază cu o energie foarte puternică — este amuzantă și foarte conștientă de fiecare lucru pe care îl face”, comparând Gaga: Five Foot Two cu alte documentare muzicale precum În pat cu Madonna (1990). Acesta a lăudat regia lui Moukarbel, afirmând că s-a dovedit a fi capabil „rearanjeze lucrurile”, prezentând atât căderile nervoase ale lui Gaga, cât și camaraderia acesteia cu fanii ei. Leslie Felperin de la publicația The Hollywood Reporter a complimentat scenele emoționante ale documentarului, precum cea în care Gaga îi redă bunicii ei cântecul „Joanne”. Redactorul a observat faptul că, datorită camerelor de filmat care au limitat intimitatea, solista a fost mai concentrară și atentă la apariția ei. Felperin s-a declarat încântată de tehnicile de filmare ale lui, spunând că „întregul pachet este asamblat cu stil și competență, cu ajutorul grațiosului montaj realizat Greg Arata, ajutând să creeze un puternic simț al continuității și povestirii. Moukarbel și inginerii de sunet au deseori alegeri ciudate în ceea ce privește coloana sonoră și rafala de editări rapide, sugerând nebunia din viața lui Gaga”.

## Distincții și recunoașteri
| Premiu                | An   | Categorie                      | Nominee(s)          | Rezultat |
| --------------------- | ---- | ------------------------------ | ------------------- | -------- |
| MTV Movie & TV Awards | 2018 | Cel mai bun documentar muzical | Gaga: Five Foot Two | Câștigat |